# ヴァイオリンソナタ第2番 (フォーレ)

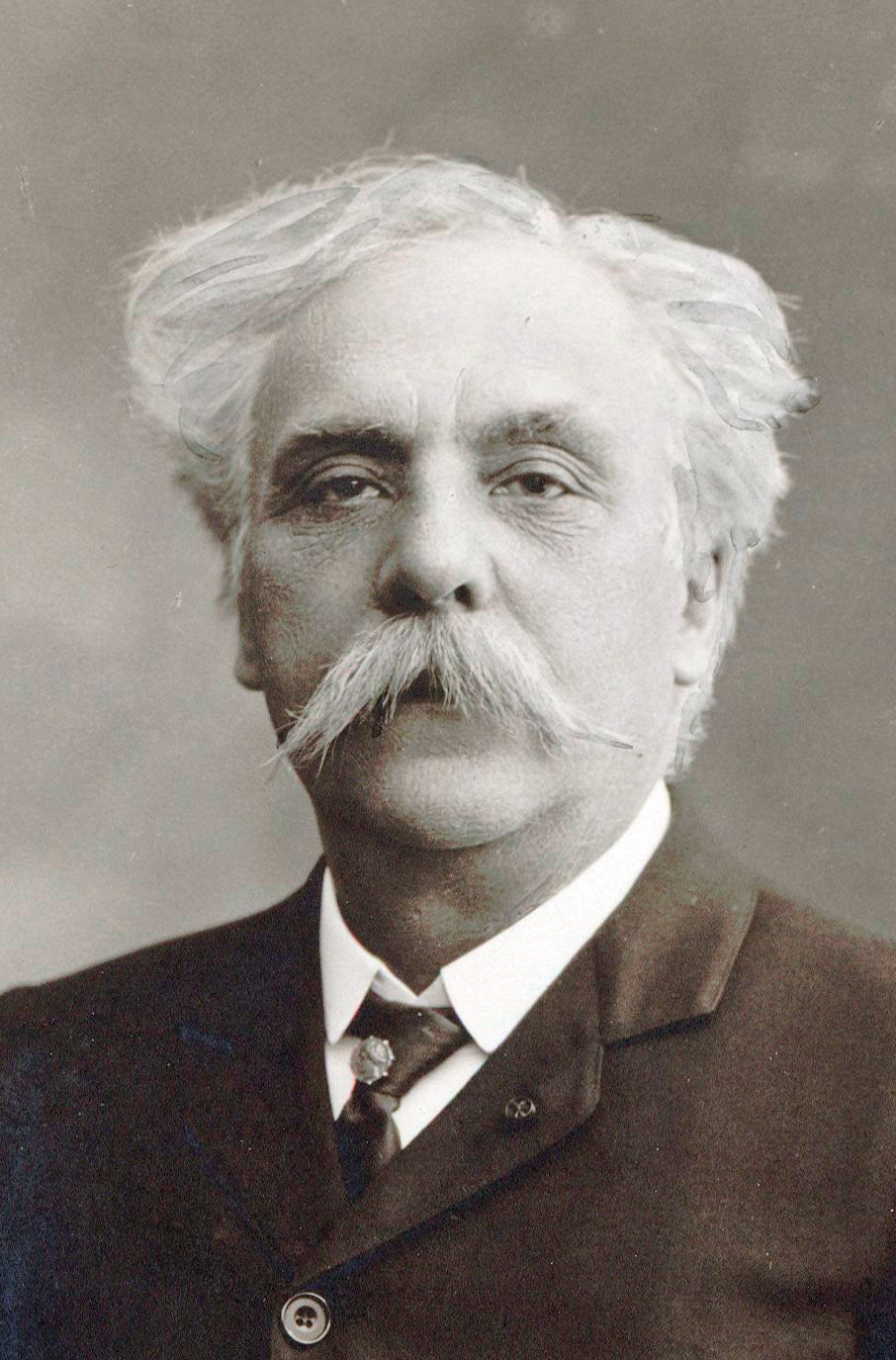
ガブリエル・フォーレ（1905年の写真）

ヴァイオリンソナタ第2番(仏: Sonate pour violin et piano nº 2) ホ短調 作品108は、近代フランスの作曲家ガブリエル・フォーレ（1845年 - 1924年）が1917年に完成したヴァイオリンとピアノのためのソナタ。全3楽章からなる。
なお、フォーレのヴァイオリンソナタは2曲あり、1875年の第1番から42年後に第2番が書かれた。フォーレ71歳のときである。

## 作曲の経緯
ヴァイオリンソナタ第2番は、1916年8月から1917年5月にかけて作曲された。
このころフォーレは、友人のマイヨ夫妻がエヴィアン＝レ＝バンに借りていたサフレット館で夏の休暇を過ごしており、第2番のヴァイオリンソナタはこの地で着手された。妻マリーに宛てたフォーレの手紙によると、作曲は順調にはかどり、9月末の時点で第1楽章が完成、次いで取りかかった第3楽章も半分出来上がり、第2楽章はスケッチ段階という状況だった。しかし、パリ音楽院の院長職にあったフォーレは、その後入学試験をはじめとした職務のために作曲を中断する。全曲の仕上げは1916年末であり、翌1917年1月7日にデュラン社と出版契約を交わしている。
その後一部手直しを経て、1917年5月に脱稿した。
なお、フォーレは30歳のときにヴァイオリンソナタ第1番を作曲したものの、その後長期間にわたってこのジャンルから離れていた。フランスのフォーレ研究家ジャン＝ミシェル・ネクトゥーは、このようなブランクの原因として、オペラ『ペネロープ』(en:Pénélope)の作曲に長期間を費やしたことや、ピアノ五重奏曲第1番の推敲に苦労した経験が強く残っていたことを挙げている。
一方、第一次世界大戦（1914年 - 1918年）中のフランスでは、ヴァイオリンソナタが約200年前のバロック時代にジャン＝マリー・ルクレールやフランソワ・フランクールらが発展させた「フランス的ジャンル」あるいはフランスの美的伝統への回帰を意味するものとして受け入れられるようになっていた。このような位置づけを明確にしたのがクロード・ドビュッシーの最後の作品となったヴァイオリンソナタであり、フォーレのヴァイオリンソナタ第2番と同じ1917年に完成されている。ドビュッシーが打ち出した新古典主義音楽の流れは、シャルル・ケクランやフローラン・シュミットによって受け継がれ、アルベール・ルーセルやモーリス・ラヴェルらにつながってゆく。
とはいえ、このような時期にヴァイオリンソナタを書くことについて、フォーレがどれほど意識していたかは明確でない。1916年のフォーレの手紙では作曲の動機については一切触れておらず、わずかに、ピアノ五重奏曲第1番の緩徐楽章に取りかかった1903年ごろから、ピアノとヴァイオリンのための作品が念頭にあったということがいえるくらいである。

## 初演・出版
1917年11月10日、国民音楽協会の演奏会でリュシアン・カペーのヴァイオリン、アルフレッド・コルトーのピアノによって初演され、同年デュラン社から出版。

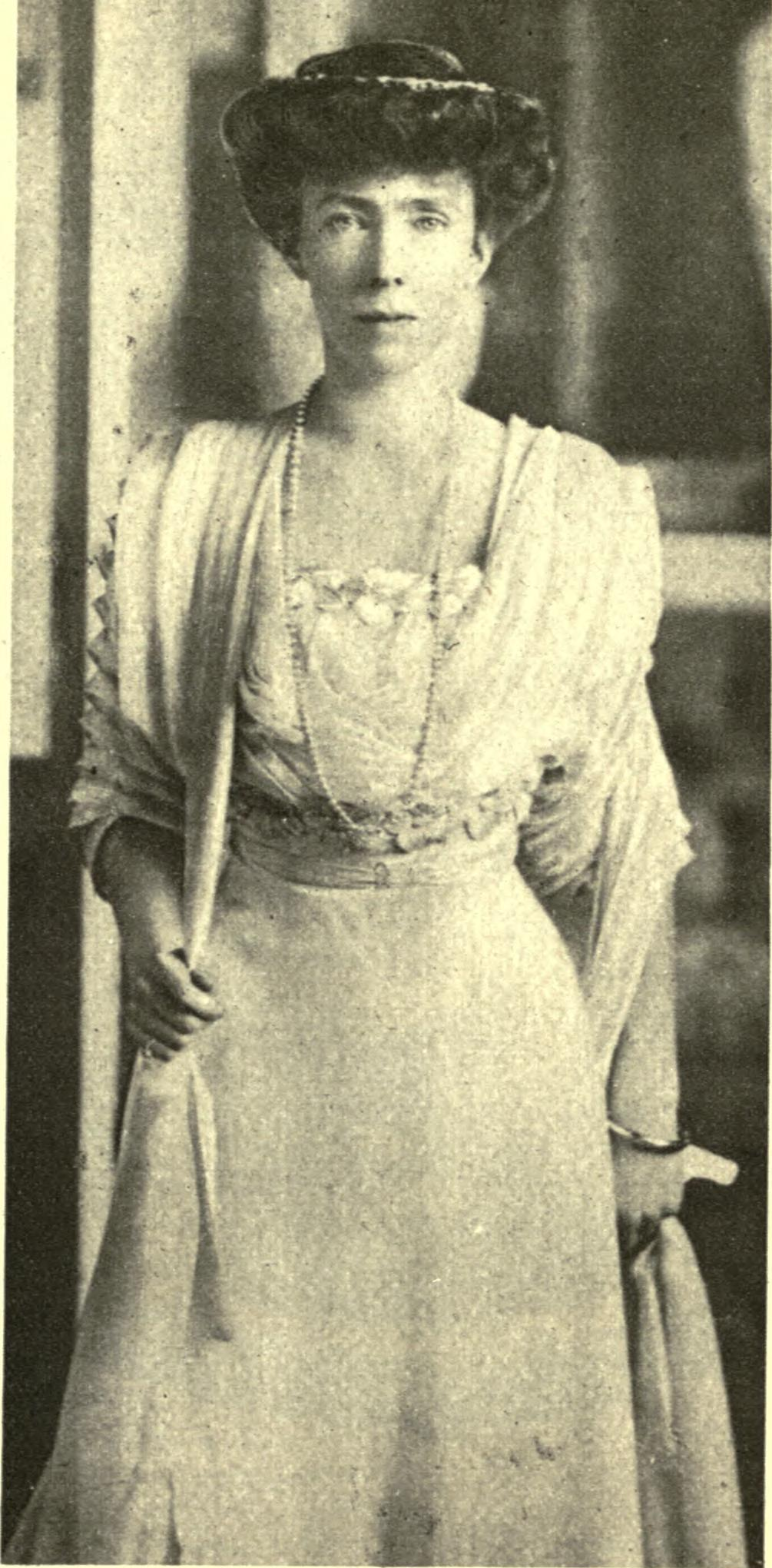
曲を献呈されたベルギー王妃エリザベート（1915年）

曲は、ベルギー王妃エリザベート・ド・バヴィエールに献呈された。
エリザベート妃はフォーレと親交のあったヴァイオリニストのウジェーヌ・イザイ（1858年 - 1918年）と共通の知人であるだけでなく、自身でヴァイオリンを弾き、内輪の演奏会ではフォーレのピアノ五重奏曲第1番の第2ヴァイオリンを受け持ったこともあるなど、熱心なフォーレのファンだった。
フォーレは、後に作曲したピアノ三重奏曲もエリザベート妃に献呈している。
なお、イザイは、フォーレのヴァイオリンソナタ第1番をたびたび演奏していたが、第2番は一度も演奏していない。これについて、フォーレの次男フィリップは次のように述べている。

## 特徴

### フォーレ晩年の室内楽様式
フォーレの創作期間はしばしば作曲年代によって第一期（1860年 - 1885年）、第二期（1885年 - 1906年）、第三期（1906年 - 1924年）の三期に分けられており、ヴァイオリンソナタ第2番は第三期に属する。
本作は、フォーレが70歳を超えてから取り組んだ一連の室内楽作品の幕開けを告げる作品であり、このヴァイオリンソナタにつづいて、チェロソナタ第1番（作品109、1917年）、ピアノ五重奏曲第2番（作品115、1921年）、チェロソナタ第2番（作品117、1921年）、ピアノ三重奏曲（作品120、1923年）、弦楽四重奏曲（作品121、1924年）が作曲された。
第1楽章で用いられているカノン風の書法は、舟歌第11番（作品105）や同第12番（作品106bis）のコーダ、オペラ『ペネロープ』（1912年完成）第1幕の最後の部分でも用いられたもので、以降のフォーレの室内楽作品にも特徴的に取り入れられた。
また、左手の宿命的なオクターヴ、長いパラグラフや小節、外面的効果のための劇的なコントラストの回避、再現部やコーダで展開部を兼ねることによって慣例的なソナタ形式を崩していることも、フォーレ晩年の室内楽様式を典型的に示す。
フランスの哲学者ウラジミール・ジャンケレヴィッチは、この作品の主調であるホ短調は、9つの前奏曲（作品103）の第9番や夜想曲第10番（作品99）、同第12番（作品107）、歌曲集『閉ざされた庭』（作品106）の「砂の上の墓碑銘」、弦楽四重奏曲などと共通する調性であり、フォーレにとって峻厳なものを示すと指摘している。
しかし、『クラシック音楽史大系7　ロシアとフランス』でフォーレの項を担当したロナルド・クライトンによれば、40年以上前に作曲したヴァイオリンソナタ第1番に見られた瑞々しさはこの作品にも驚くほど残されており、先行する歌曲集『イヴの歌』や同『閉ざされた庭』、オペラ『ペネロープ』などを「辛口ワイン」に例えつつ、「われわれはフォーレの新鮮な若さをここで取り戻したといえよう」と述べている。
なお、フォーレは晩年聴覚障害に悩まされながら作曲活動を続けており、次男フィリップは、伝記の中で「ヴァイオリンソナタ第2番の冒頭部分や、チェロソナタ第1番のアレグロ楽章などを聴いていると、彼が想像した音よりもはるかに低いところで弦が鳴り、擦り切れて軋んでいるような印象を受ける。」と述べている。これについて、ネクトゥーは、熟慮の末の作風の変化を聴覚の欠陥に結びつけるのは誤った判断だと批判している。

### 知名度
ヴァイオリンソナタ第2番は、若いころの第1番より和声や作曲技法において成長しているにもかかわらず、一般には第1番の方が多く演奏される。
フォーレの友人であったヴァイオリニスト、ウジェーヌ・イザイが第1番のソナタをしばしば演奏したのに比べて、第2番を弾かなかったことは#初演・出版の節でもすでに述べたが、これに関連してネクトゥーは、若々しい第1番は以前から一般的なレパートリーとして取り上げられてきたが、第2番については、イザイに限らず多くの演奏家たちがその内容に戸惑い、敬遠してきたと述べている。
このように、知名度の点で第2番が第1番に遙かに劣っている点について、ネクトゥーは、この曲が持つ崇高な楽想、独創的な和声書法、豊かな対位法表現それ自体がこの作品の妨げとなっていることは奇妙だとする。
またクライトンは、「心に訴えるソナタ第1番が第2番より多く演奏されたとしても驚くべきことではない。それは演奏会の主催者が大衆に第2番を聴く機会を作らないからであって、他意はない。第2番が書かれて以後の、西洋音楽に起こったことを考えると、この曲を敬遠する態度はばかげている。」と述べている。
フォーレと親交のあった作曲家のシャルル・ケクランは、次のように述べている。

### 各楽章について
第1楽章は同じく1916年に書かれた夜想曲第12番と同じホ短調であり、共通した暗い雰囲気を持つ。ここに見られる激しいリズムや緊張した和声、ピアノのオクターヴ音程やヴァイオリンの反復音は、曲が書かれた第一次世界大戦下の悲劇的な状況を思わせる。
第2楽章は哀愁を帯びたイ長調で書かれており、これはヴァイオリンソナタ第1番と同じ調性でもある。次男フィリップによれば、この楽章の中心主題は30年前に書かれた交響曲ニ短調（作品40）の緩徐楽章として使われたものである。晩年の様式の中に若々しさや純粋さが再び姿を現しており、フォーレの作品中でもっとも心の琴線に触れるもののひとつとなっている。
第3楽章は、フォーレが室内楽曲の終楽章で好んで用いたロンドソナタ形式によっている。
加えて、第1楽章に続けて書かれたこの楽章では、第1楽章の主題が再現する循環形式が取り入れられている。ネクトゥーは、これについて、おそらくはフォーレが慣れ親しんでいたロベルト・シューマンのヴァイオリンソナタ第1番（作品105）から想を得たものとする。なお、数ヶ月後にドビュッシーが完成させたヴァイオリンソナタでも循環形式が採用されているが、ネクトゥーは「偶然の一致にすぎない」とする。

## 構成

### 第1楽章
アレグロ・ノン・トロッポ、ホ短調、9/8拍子、自由なソナタ形式。
ピアノによって、荒々しさを秘めた第1主題が提示される。
第1主題
つづいて、ヴァイオリンがしなやかで伸び伸びとした副次的主題を奏する。この主題がピアノのアルペジオに支えられながら転調していく。
副次的主題
ヴァイオリンの第2主題はト長調、甘美で抒情的であり、第1主題とは対照的な性格を示す。
第2主題
展開部では二つの主題が個別化したまま、提示部の順番どおりに現れる。
ここでは、古典的な考え方である細断された動機変化とその組み合わせによる「展開」ではなく、フォーレ独自の半音階法に基づく連続する表現によるいわば「変容」となっており、より単純明快な形が打ち出されている。
再現部からは冒頭の9/8拍子から12/8拍子に移行し、和声、旋律、リズムの面で変化がもたらされている。
コーダでも変容の意味での展開が見られる。
このため、楽章全体をある種の変奏曲として分析することも可能である。
第1楽章を通じて、シンコペーションによるフォーレの巧みなリズム書法が認められ、ヴァイオリンとピアノの低音部あるいは右手との間に交わされるカノン風の表現が、終結部の盛り上がりをはじめとした曲の輝きや高揚感をいっそう鮮明にしている。

### 第2楽章
アンダンテ、イ長調、3/4拍子。三部形式に基づくが、二つの主題が交互に現れる、A - B - A - B - A+B - コーダの形に要約できる。A+Bの部分では二つの主題が対位法的に展開・結合される。
第1主題は優美であどけなさを備えたヴァイオリンの旋律で、ピアノがこれを繰り返す。
この主題は、30年前に書かれた交響曲ニ短調作品40の緩徐楽章からの転用である。
第1主題
第2主題は、ヴァイオリンの不安定で幅広い跳躍を持つ音程からなる。
第2主題
ジャンケレヴィッチは、晩年の厳しいスタイルの中にあっても、初期の作品に見られたような官能的で新鮮な一面が垣間見られる例としてこの第2楽章を挙げている。
また、ヴァイオリニストのエレーヌ・ジュルダン＝モランジュは、1918年にエヴィアン＝レ＝バンでフォーレ自身からこの曲の演奏について教わる機会に恵まれており、彼女はこの楽章について次のように記している。

### 第3楽章
アレグロ・ノン・トロッポ、ホ長調、2/2拍子。ロンドソナタ形式。
3つの主題で構成される。
繊細で物憂げな優美さを持つロンド主題（第1主題）は、晩年のフォーレのもっとも新鮮な楽想であるとともに、自然でしなやかな楽想はヴァイオリンソナタ第1番を思い起こさせる。
また、第三度音を中心として進展するこの主題の旋律形は、この楽章が発展してゆく支えとなっている。
第1主題
つづいて、主要主題から生まれた断固とした調子と絶対的な広がりを示す第2主題がヴァイオリンによって提示される。
第2主題
第3主題はピアノが奇抜な曲線を描く。
ここに見られるのは、奔放さ、全音音階の連続的使用、突然のオクターヴ跳躍、古代の舞踏アリアを思わせるような衝動的なリズムである。
第3主題
再現部では第3主題は再現されず、代わりに第1楽章の第1主題と第2主題が回想される。さらに終楽章の第1主題、第2主題が展開される。ここにいう展開は、第1楽章と同様の変容的性格を持っている。
コーダでは、踊るようなロンド主題の繰り返しによって輝かしく高揚する。